# Varzay
Varzay é uma comuna francesa na região administrativa da Nova Aquitânia, no departamento de Charente-Maritime. Estende-se por uma área de 14,04 km². Em 2010 a comuna tinha 841 habitantes (densidade: 59,9 hab./km²).